# Trière
Vous lisez un « article de qualité » labellisé en 2013.
Pour l’article homonyme, voir Trière (rivière).

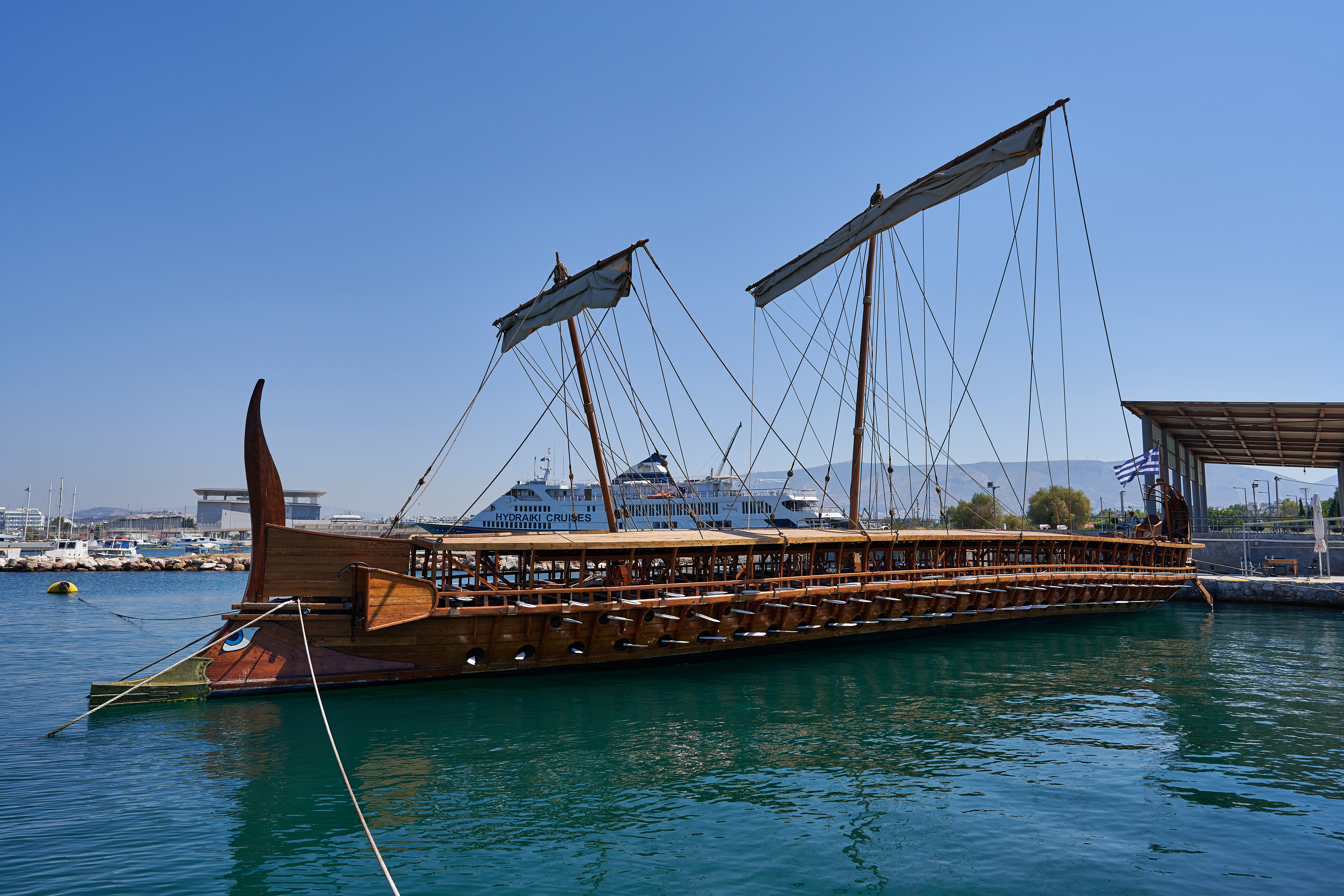
LOlympias, réplique moderne de trière.

Une trière (du grec ancien τριήρης / triếrês), ou trirème, ce dernier terme étant l'appellation latine, est une galère de combat antique, développée à partir du pentécontère et de la dière. Navire plus court que son prédécesseur, il reçoit 170 rameurs étagés sur trois rangs, d'où son nom. Léger et agile, il permet le développement de la manœuvre d'éperonnage grâce au rostre de bronze monté sur sa proue, technique qui donne lieu aux premières batailles à caractère réellement naval.
Les trières apparaissent en Ionie et deviennent le navire de guerre dominant en Méditerranée de la fin du VIe siècle av. J.-C. au IVe siècle av. J.-C. Elles sont surclassées durant l'époque hellénistique par des navires de combat plus lourds, puis suffisent aux besoins de l'Empire romain après la pacification de la Méditerranée. Elles disparaissent au cours du IVe siècle, remplacées par d'autres types de navires comme les dromons.
La plus célèbre bataille navale de l'Antiquité utilisant des trières demeure celle de Salamine en 480 av. J.-C. qui met aux prises la flotte grecque, principalement athénienne, face à l'armada perse numériquement très supérieure. La victoire des Grecs donne un coup d'arrêt à la deuxième expédition achéménide censée venger l'affront de Marathon. D'autres batailles navales sont relatées en détail, notamment celle au cours de laquelle Athéniens et Syracusains s'affrontent dans le port de Syracuse en 413 av. J.-C. pendant l'expédition de Sicile.

## Historique

### Origines

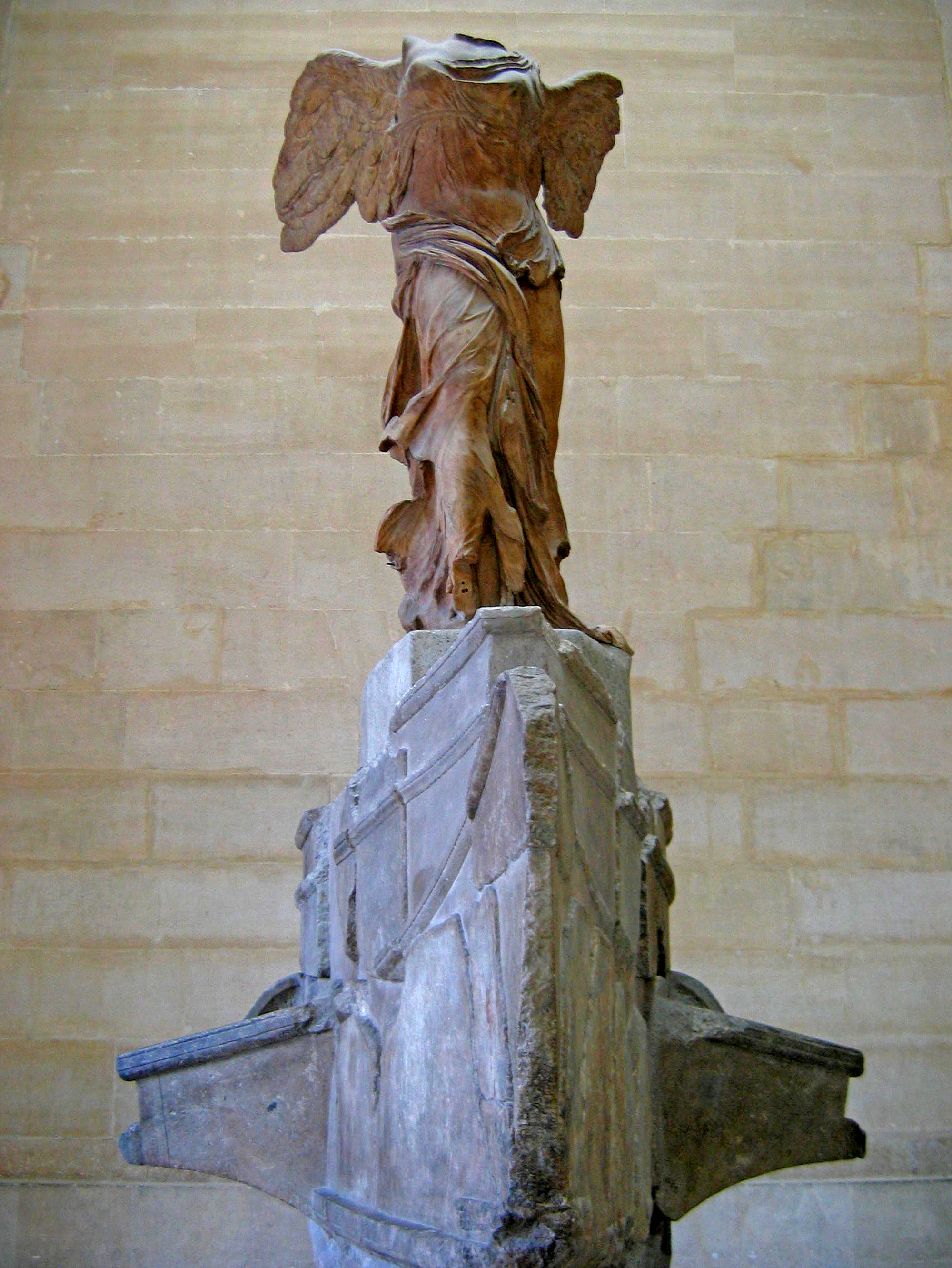
La base de la Victoire de Samothrace figure un navire de guerre

L'époque d'apparition des trières n'est pas très bien connue. Thucydide en mentionne les premières à Corinthe au VIIIe siècle av. J.-C. où, selon la tradition grecque, l'architecte naval Améinoclès en aurait construit quatre vers 704 av. J.-C., destinées aux Samiens,. Si Diodore de Sicile confirme que la première trière a été construite à Corinthe, Clément d'Alexandrie en attribue l'invention aux Sidonniens et Hérodote rapporte que le pharaon Nékao II (610-595 av. J.-C.) fit naviguer une flotte de trières sur la mer Rouge.
Néanmoins cette information d'un Améinoclès inventeur de la trière est sujette à caution. On suppose que l'innovation corinthienne consistait à perfectionner la pentécontère à cinquante rameurs en ajoutant un second plan de rameurs au-dessus du premier, pour créer un type de navire intermédiaire plus puissant, la dière, ensuite perfectionnée et remplacée au VIe siècle av. J.-C. par la trière.
C'est effectivement durant ce siècle que Samos développe sa puissance sur la mer Égée et il apparaît que ce n'est qu'en 525 av. J.-C. que les trières sont réellement utilisées au combat, lorsque le tyran de cette ville, Polycrate, en aligne 40 pour une expédition contre l'Égypte qui est relatée par Hérodote. Les années qui suivent voient en Grèce une généralisation de l'utilisation de ce type de navire, qui surclasse par sa vitesse et sa puissance d'impact les anciens vaisseaux longs de combat. À la Bataille de Ladé (494 av. J.-C.), la transition est achevée : les deux flottes en présence sont exclusivement composées de trières.

### Développement à Athènes

Domination athénienne (en jaune) sur la mer Égée en -431

Au début du Ve siècle av. J.-C. la flotte athénienne n'est encore équipée que de quelques trières, l'essentiel de sa flotte était constituée de pentécontères et de triacontères ; mais la guerre qu'elle mène à ce moment-là contre Égine et le danger perse qui subsiste après l'épisode de Marathon lui imposent de moderniser ses forces navales. La découverte à la fin du VIe siècle av. J.-C. à Maronée dans le Laurion d'un important filon d'argent va lui en donner l'occasion : en 483 le stratège Thémistocle parvient à convaincre sa cité de cette nécessité et il lance sur un peu plus de deux ans un vaste programme de renouvellement de la flotte, financé par le métal extrait des mines :

« Thémistocle convainquit les Athéniens de ne plus procéder à ces distributions et de se donner avec cet argent deux cents navires pour faire la guerre, — il s'agissait de la guerre contre Égine. »

C'est ainsi qu'en 480 av. J.-C. à la bataille de Salamine, 150 des 310 trières alignées par les Grecs sont athéniennes. Mais ces navires, parmi les premiers de ce type de la cité, ne sont « pas encore pontés sur toute leur longueur » comme ce sera le cas un demi-siècle plus tard lors de la guerre du Péloponnèse.
La rapidité de la trière, sa maniabilité, sa solidité relativement aux modèles antérieurs plus longs, sa facilité de construction font qu'elle est souvent considérée comme l'une des inventions les plus importantes du monde grec antique. Elle est sans conteste l'instrument qui permet à Athènes d'étendre son hégémonie sur mer au cours du Ve siècle av. J.-C. Pour disposer d'une flotte de guerre permanente et abritée des intempéries hivernales, Athènes construit deux séries de hangars à bateaux au Pirée, dans les ports de Zéa et Munichie, avec d'après les registres des chantiers navals anciens respectivement 96 et 82 hangars, au gabarit standardisé pour une trière chacun.
Athènes avait même deux trières sacrées, nommées « la Paralienne » (de Paralos) et « la Salaminienne » (de Salamine) : montées par des marins d'élite, elles étaient chargées de transmettre au-delà de l'Attique des messages dans les délais les plus courts, de transporter les chargés de mission, les ambassadeurs ou les prévenus qui devaient être jugés à Athènes.

### Évolutions ultérieures

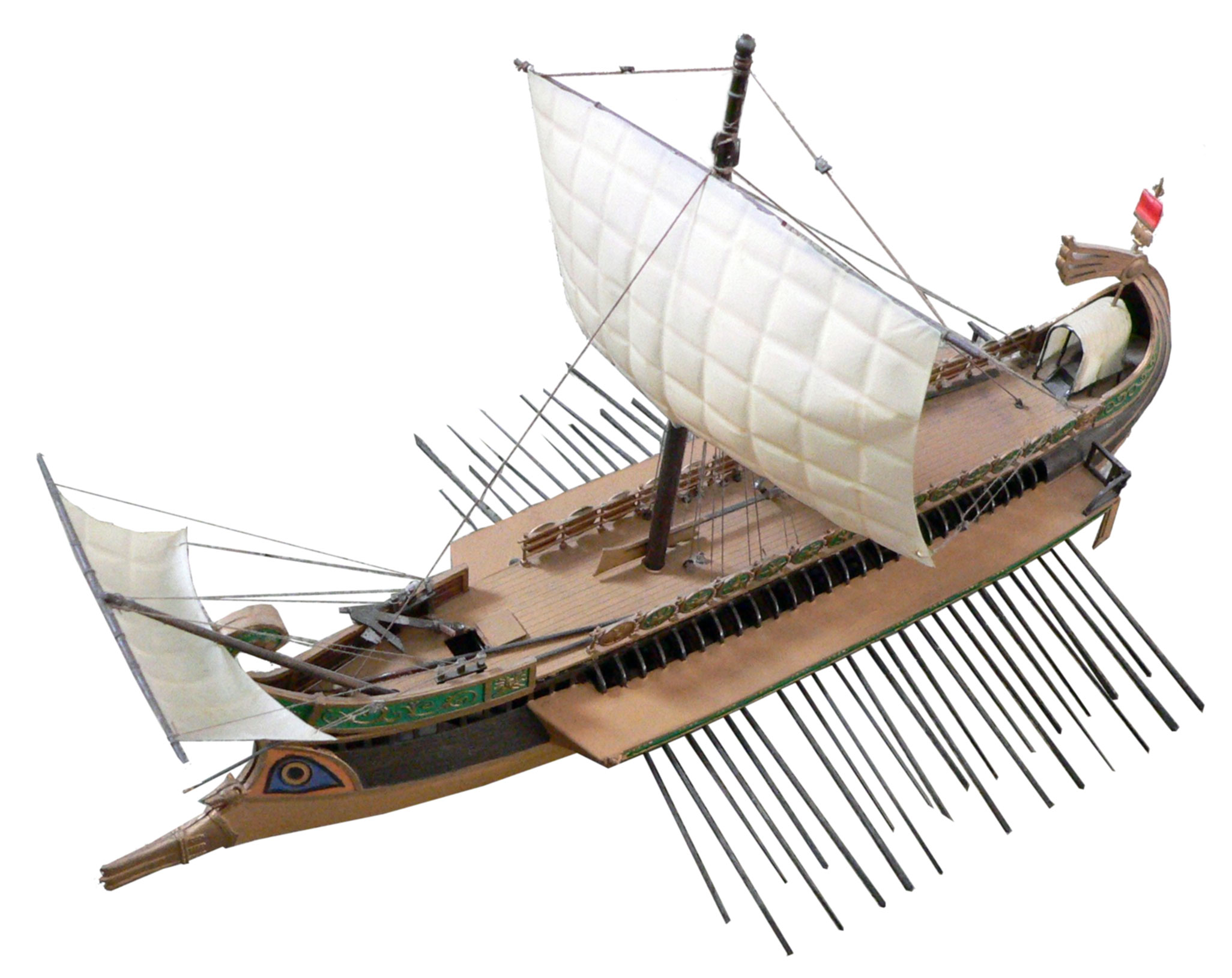
Maquette de trirème romaine.

Si la flotte athénienne perd finalement sa supériorité face à Sparte et ses alliés durant la guerre du Péloponnèse, les trières restent toutefois toujours maîtresses des mers. Mais déjà Denys l'Ancien innove dès les premières années du siècle suivant en dotant Syracuse de tétrères et pentères plus grandes. Le premier déclin effectif des trières intervient lors de la période hellénistique, quand chaque nation d'importance construit de grandes flottes de galères plus lourdes comme la quinquérème avec cinq rameurs par demi-tranche, au lieu de trois dans la trière. La tendance continue avec six puis sept rameurs, jusqu'à atteindre vingt rameurs par demi-tranche, reléguant les trières au rang de vaisseau léger. Plus puissants, plus volumineux mais moins manœuvrants, ces navires transportent des troupes et font évoluer les tactiques vers l'abordage, préparé par des catapultes qui permettent de désorganiser les rameurs de l'adversaire.
Les Romains perfectionnent alors la technique d'abordage avec l'usage durant la première guerre punique du corbeau, qui combine un grappin et une passerelle. Si cette guerre voit le plus grand nombre de batailles navales de l'Antiquité, ce sont des quinquérèmes et non des trières qui sont le plus engagées, et la marine de guerre ne joue qu'un rôle marginal lors des guerres suivantes. Après les avoir vaincus, Rome impose à ses adversaires carthaginois, macédonien, spartiate et syrien le désarmement de leur flotte de guerre et ne leur permet de garder que quelques trières. Après 168 av. J.-C., elle ne conserve elle-même qu'une flotte très réduite. L'annexion du royaume de Pergame poursuit le démantèlement des flottes militaires et le déclin de la marine de guerre romaine, avec comme conséquence le développement de la piraterie en Méditerranée orientale qui exige pour être éradiqué de donner des pouvoirs exceptionnels à Pompée en 67 av. J.-C..
La bataille d'Actium est un événement atypique qui oppose des navires de toutes tailles, et montre leurs limites offensives tant pour l'abordage que pour l'éperonnage.

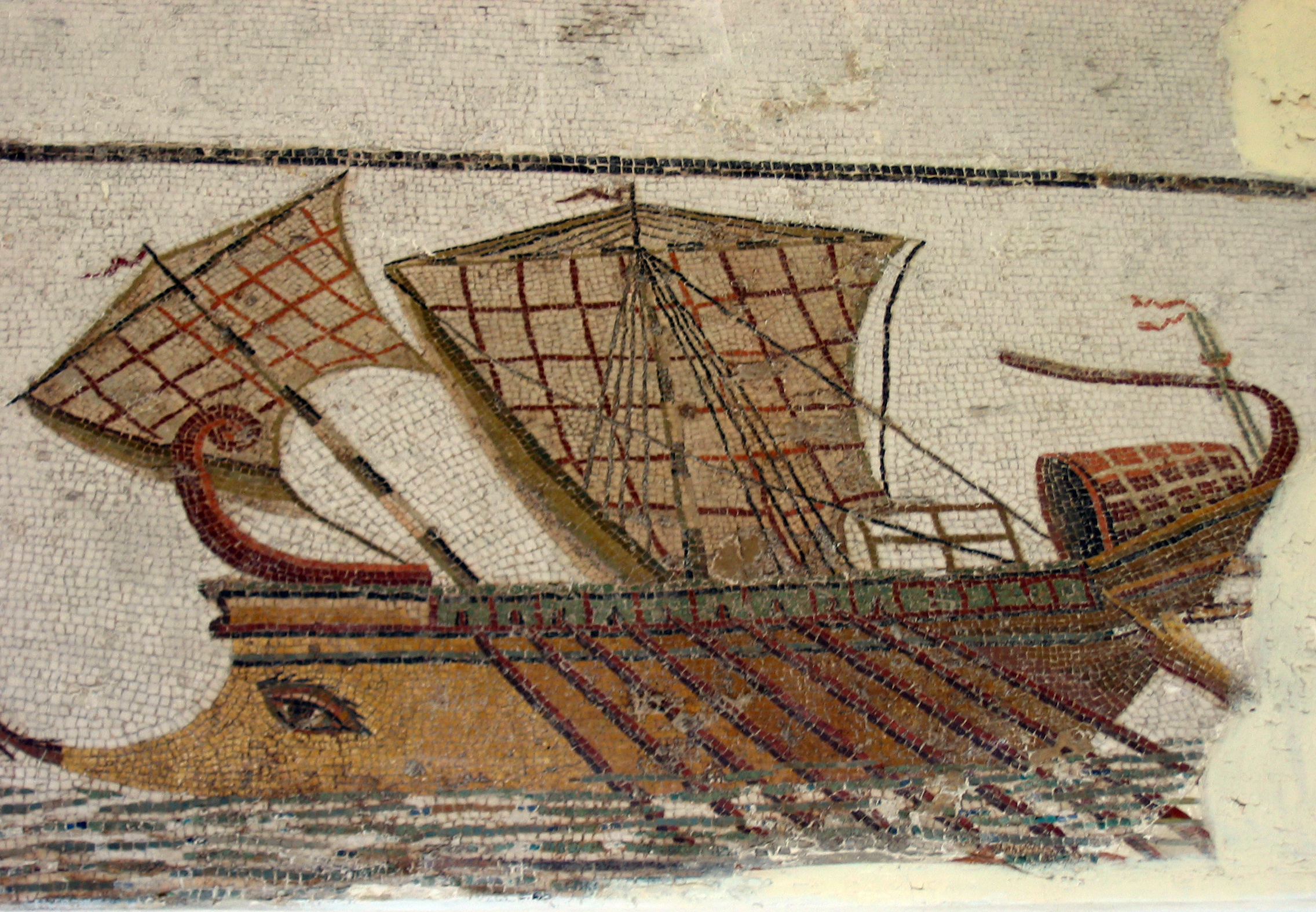
Voilier romain sur une mosaïque du musée archéologique de Sousse.

Après sa victoire d'Actium, Auguste maintient une marine militaire permanente, avec des marins et des rameurs ayant le statut de soldat, engagés volontaires, touchant une solde et recevant la citoyenneté romaine à leur démobilisation. La trière (ou plutôt la trirème) revient au premier plan, avec un effectif de 280 navires, complété par une soixantaine de liburnes légères et autant de tétrères à quatre rameurs par demi-tranche.
La trirème romaine reste dans les grandes lignes semblable à la trière grecque. Le gréement est parfois composé d'un mât, parfois de deux, avec une petite voile à l'avant. Le principal perfectionnement romain est le carénage du rang supérieur de postes de rameurs, dont les avirons passent à travers les sabords d'un caisson, que l'alignement de trous fait nommer colombarium (« pigeonnier »).
Au cours du IVe siècle, la trirème cède la place aux liburnes, moins rapides mais encore plus légères et agiles qui sont, elles, à l'origine des dromons byzantins. La dernière bataille connue est celle du détroit des Dardanelles qui oppose en 324 une flotte de triacontères de Constantin Ier à 200 trières de Licinius. La défaite de Licinius marque l'obsolescence des trières.

## Construction

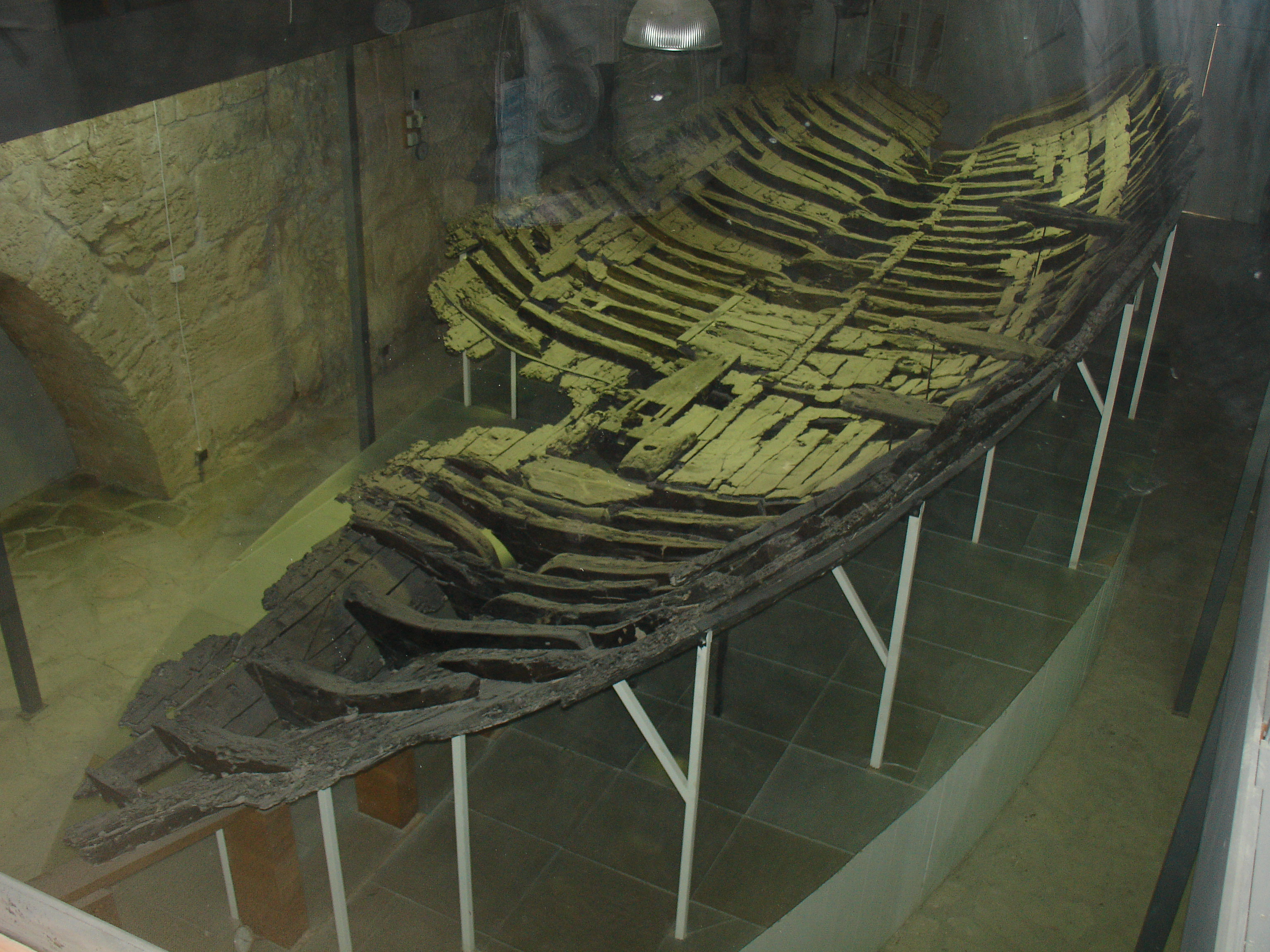
Épave de Kyrénia, restes d'un navire marchand du découvert à Chypre.

Aucun texte ancien ne donne de description précise de la trière, que ce soit sur ses dimensions, sa technique de fabrication comme de ses formes. Déjà au début du Ve siècle, soit quelques décennies après leur dernière utilisation avérée, l'historien Zosime affirme que les méthodes de construction de la trière sont oubliées.
Jusqu'au XIXe siècle, les spécialistes ont tenté d'imaginer comment pouvait être faites ces embarcations d'après les sources littéraires et les inscriptions antiques, souvent interprétées. De nombreuses théories ont été émises notamment sur la disposition des rameurs à bord, qui ont donné lieu à de nombreuses controverses, comme celle qui opposa l'officier de marine Jean-Antoine de Barras de La Penne, expert en galères, au jésuite de La Maugeraye. Depuis le XXe siècle, les historiens étudient de façon rigoureuse ces mêmes textes et s'appuient sur les dernières découvertes archéologiques. Ainsi, les céramiques peintes ou la mise au jour de bas-reliefs, ne donnant toujours qu'une vue incomplète, permettent cependant d'infirmer ou confirmer les modèles proposés. Parmi les travaux récents, ceux de John Sinclair Morrison font autorité.

### La coque
Grâce à la mise au jour en 1885 par Dragátsis et W. Dörpfeld de cales couvertes à Zéa, l'un des ports militaires du Pirée, et aux campagnes de fouilles qui y sont menées depuis 2000, nous avons enfin une idée assez précise des dimensions d'une trière, par déduction de celles des cales. Longue d'environ 36 m, elle a une largeur hors-tout proche des 5 à 6 m. La hauteur sous toit des cales étant connue (4 m), on estime celle de la coque hors de l'eau à 2,4 m environ. Le tirant d'eau est quant à lui faible, à peine un mètre comme l'attestent les textes qui mentionnent des hoplites venant de la plage et embarquant sur les navires à flot :

« les Messéniens se portèrent à l'aide, s'engagèrent en armes dans la mer et, étant montés à bord, purent, en se battant depuis les ponts, reprendre les bâtiments que déjà l'on était en train d'enlever »

Principe d'assemblage des bordages des navires antiques grecs par mortaises et tenons chevillés.

Cette capacité à s'approcher très près de la côte s'explique par un fond pratiquement plat, sans quille, qui a l'avantage de faciliter la mise au sec de l'embarcation, celle-ci restant sensiblement droite une fois sur la terre ferme. La forme arrondie de la poupe, caractéristique des navires antiques, aide aussi à cette manœuvre puisque la trière est disposée face à la mer. Des historiens pensent d'autre part que cet arrière relevé serait la conséquence d'un choix technique dans la construction : les bordages sont rectangulaires (ils ne s'affinent pas à leurs extrémités) et obligent à les disposer de cette manière. La méthode d'assemblage de ces bordages, elle-même, ne fait l'objet d'aucune certitude. Des méthodes de construction de la coque ont été proposées d'après l'étude de l'épave de Kyrénia d'un navire marchand contemporain des trières. Le montage de la coque se fait selon la méthode dite du « bordé-premier » : on assemble d'abord la quille, l'étambot et l'étrave, puis on monte les bordages de chaque côté. Ensuite, la pose de couples et des baux forme le squelette interne de la coque. Des spécialistes supputent que les bordages sont joints et maintenus entre eux par un système de tenons et de mortaises, éventuellement renforcés par des chevilles. La coque terminée est renforcée par un « bandage de trière » (hypozoma), câble tendu qui la ceinture de la proue à la poupe.
La protection de la coque est obtenue par un enduit de poix mêlée de cire.
En se basant sur le tirant d'eau et les dimensions supposées pour la carène, Paul Gille évalue le volume d'eau déplacé par le navire, et de là estime le poids de la trière à environ 90 tonnes.

### L'éperon

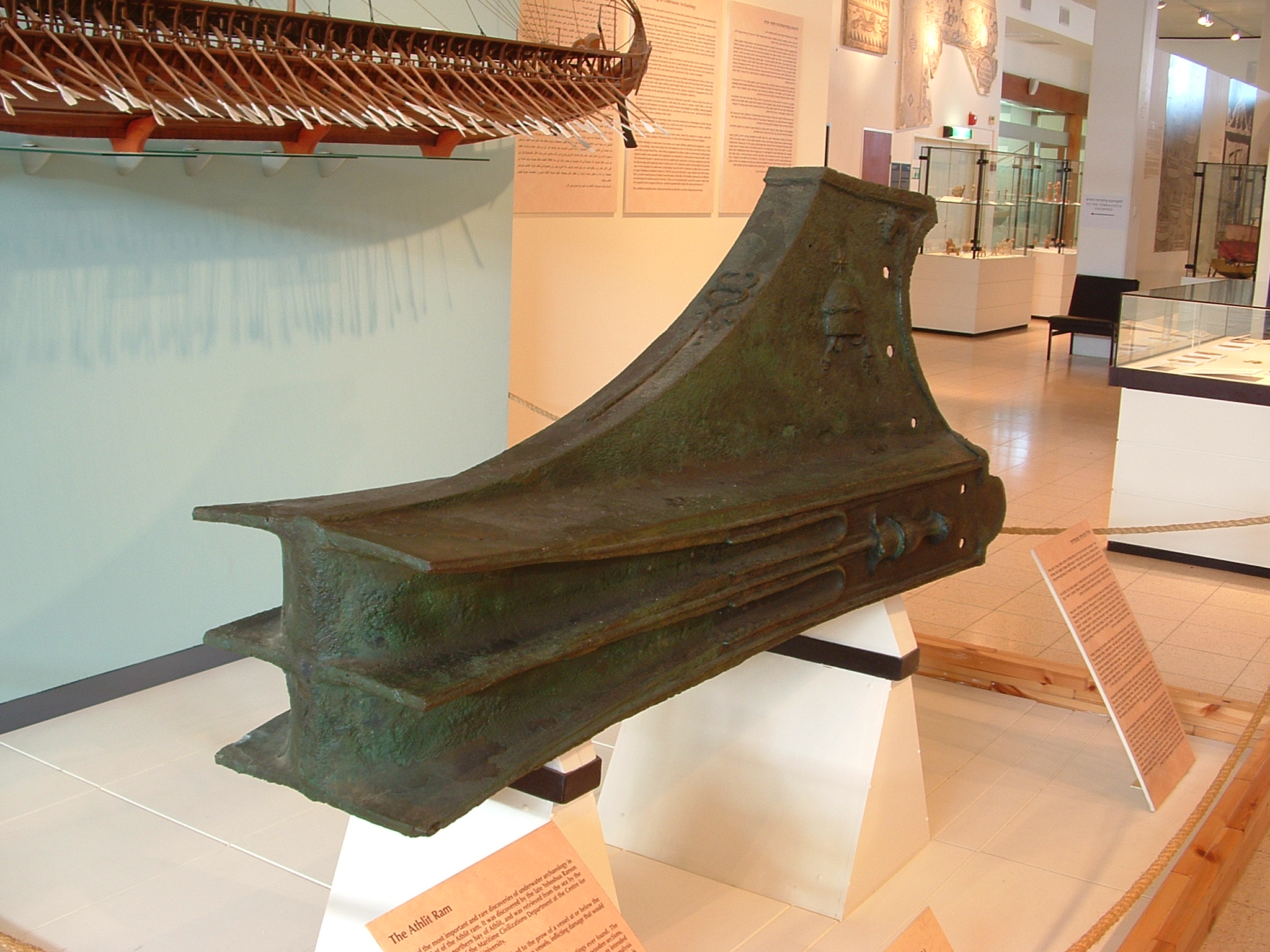
Éperon d'Atlit.

Sur l'étrave est fixé un rostre de bronze destiné aux manœuvres d'éperonnage, tactique qui se généralise avec ce navire agile. Il est placé au niveau de la ligne de flottaison afin d'infliger de plus grands dégâts à l'adversaire pour le couler. D'après les représentations sur des vases, les premiers éperons sont côniques, puis au VIe siècle av. J.-C., Samos monte des éperons en hure de sanglier sur ses pentecotères puis ses trières. Les monnaies grecques donnent l'image de divers modèles d'éperon, en cône, avec une lame verticale, ou à trois pointes, ou plus sophistiqué comme l'éperon de l'épave d'Athlit. Ce dernier modèle était probablement monté sur une pentère, vu sa masse (450 kg), tandis que l'éperon en bronze d'une trière athénienne est plutôt estimé à 200 kg.

### La question desparexeiresiai

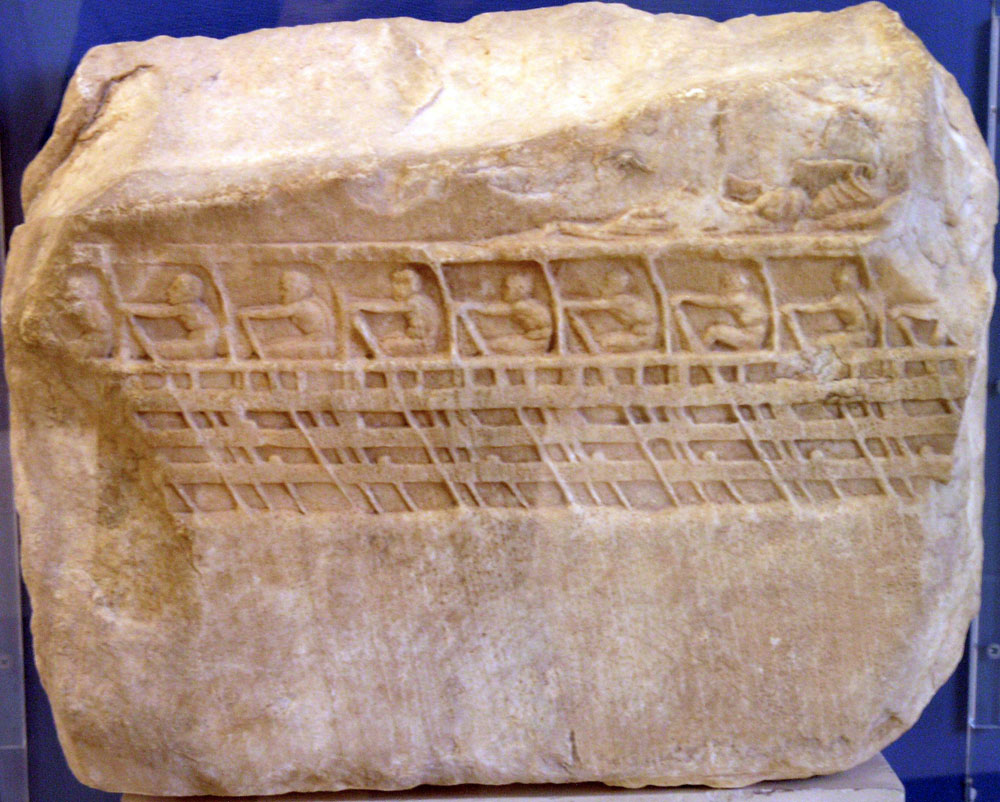
Bas-relief Lenormant représentant une trière, vers 410--400, musée de l'Acropole d'Athènes

Les parexeiresiai (du grec eiresia, « rames », avec les préfixes par, « le long de » et ex, « au dehors ») sont des pièces de bois longitudinales où s'appuient les rames des thranites. Ce terme qui figure chez Thucydide semble équivalent aux apostis des galères des XVIIe et XVIIIe siècles, ou aux outriggers des voiliers de course modernes.
En l'absence de références littéraires ou iconographiques précises, les historiens se sont jusque récemment contentés d'avancer des hypothèses. Il a ainsi longtemps été imaginé que la trière avait l'aspect d'une pentécontère à laquelle auraient simplement été rajoutés deux rangs de rameurs superposés, la coque étant dépourvue de saillant à l'extérieur. Par une nouvelle étude de l'ensemble des documents, dont le bas-relief Lenormant datant de la fin du Ve siècle av. J.-C. qui offre une vue latérale de trois rangs de rames dans la partie médiane d'une trière, et en s'aidant de l'expérience des galères modernes, on est presque certain à présent que ces parexeiresiai font saillie à l'extérieur de la coque, les bancs de nage des thranites se situant sensiblement au niveau des bordages inférieurs.

### Les rames
La question de la position des parexereisiai est étroitement liée aux rames : si ces supports sont accolés à la coque, les avirons du rang le plus haut doivent avoir une longueur supérieure afin de pénétrer dans l'eau de la même manière et ne pas s'entrecroiser avec ceux des niveaux inférieurs. Or le général des galères de Louis XIV, Jean-Antoine de Barras de La Penne fut le premier à affirmer que des rames qui n'ont pas des dimensions identiques suivant les rangs ne permettent pas de maintenir la cadence. Cette nécessité, tirée de l'expérience, confirme donc le modèle adopté aujourd'hui des parexereisiai largement à l'extérieur de la coque.
La manipulation de la rame par un seul homme pour la trière du Ve siècle n'est attestée que par un seul passage de Thucydide « L'idée était que chacun des marins prît sa rame, son coussin et sa courroie (...) ». Le coussin devait servir à l'assise et la courroie, en cuir d'après Homère, à maintenir l'aviron au niveau du tolet. Si Barras de la Penne, qui se présentait plus comme homme de métier qu'historien, considérait que chaque rame était maniée par trois rameurs, les historiens s'accordent avec Morrison pour chercher une organisation avec trois types de rameurs maniant individuellement leur rame.
Selon les inscriptions d'inventaires trouvées au Pirée, trente rames supplémentaires sont embarquées à fin de rechange (perineos). Ces rames existent en deux tailles, 9 coudées ou 9,5 coudées de longueur (environ 4,41 m et 4,65 m pour Morrison qui convertit avec une coudée de 49 cm). Plusieurs auteurs antiques par analogie avec la longueur des doigts de la main indiquent qu'au centre du navire les matelots des trois rangs actionnent des avirons plus longs. Cette dimension accrue s'explique par la place disponible pour les rameurs plus large en milieu de coque.
La direction du navire, elle, se fait par le biais d'une ou deux rames-gouvernail, manœuvrées depuis le pont arrière par un ou deux barreurs. Au moins par mauvais temps, la trière est équipée des deux gouvernails, le second placé vers la proue :

« Dans les navigations maritimes, Chabrias voulant se munir contre les tempêtes, mettait dans chaque vaisseau un double gouvernail. En temps calme il n'employait que l'ordinaire mais quand la mer devenait grosse et agitée, il faisait planter l'autre à la proue en dehors des rameurs, de manière que le timon du gouvernail surpassât le tillac, et de cette sorte, quand les flots élevaient trop la poupe, le vaisseau était gouverné à l'autre bout. »

### Les voiles et la mature

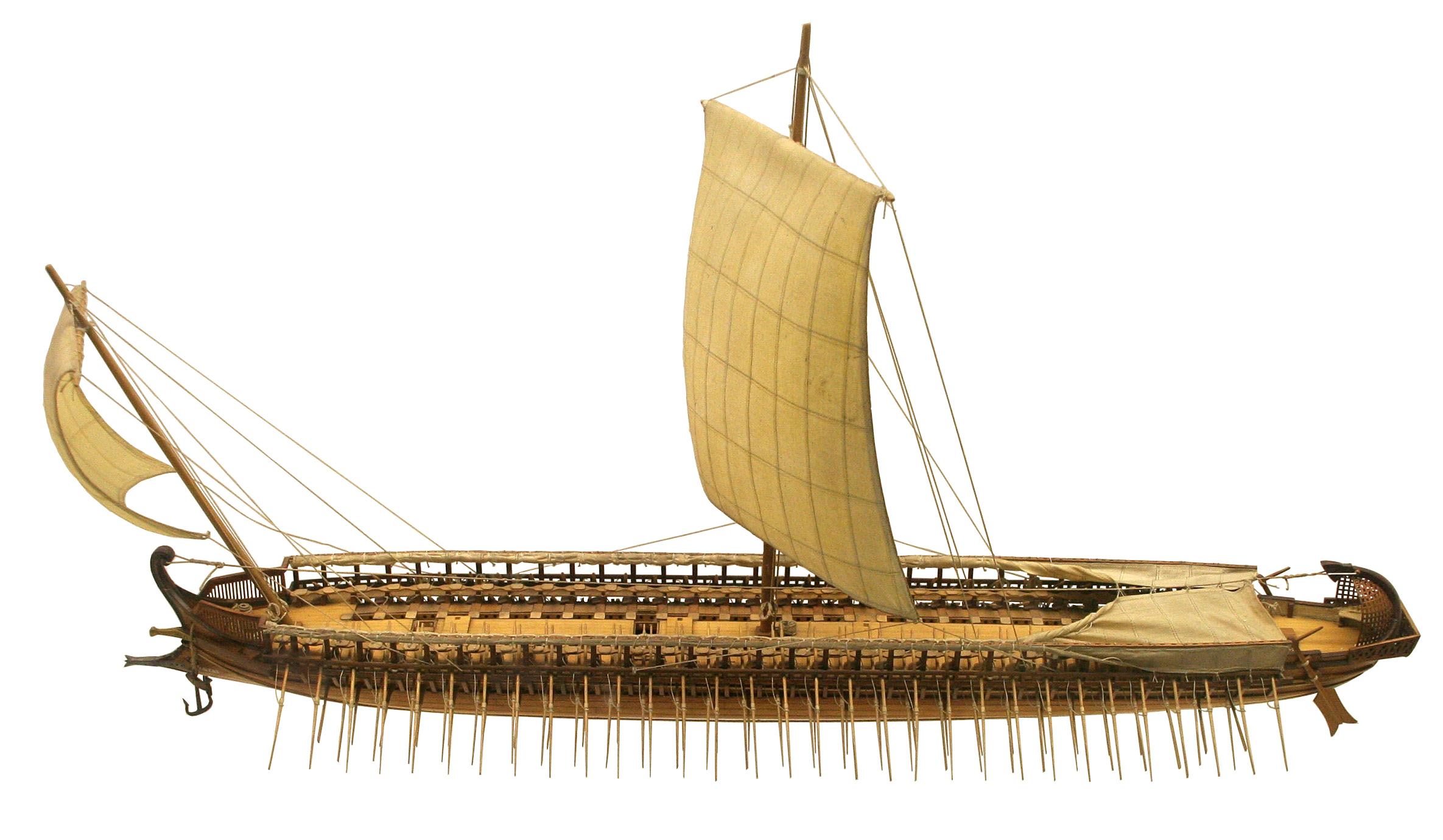
Modèle en bois de trière grecque
Deutsches Museum, Munich

Alors que la trirème romaine dispose de deux mâts, le principal à la verticale sensiblement au centre et un second à l'avant et incliné, les spécialistes ont des doutes en ce qui concerne la trière grecque.
D'après les textes de l'époque classique, ces navires embarquent deux types de voiles, une grand-voile et des petites (akateia). D'après les graffiti de Delos représentant des trirèmes et les proportions avec la longueur des navires, on estime que la grand-voile de forme carrée est soutenue par une vergue d'environ 22 m de longueur à d'environ 8 m de hauteur. La petite voile, l’akateion, est toujours conservée à bord ; plus facile à manier, elle sert lors de bataille ou par gros temps. En prévision d'un combat naval, comme en témoigne la narration de la bataille d'Aigos Potamos, les grandes voiles sont déposées à terre, car trop encombrantes dans l'embarcation exiguë.
De l'existence avérée de deux voiles, certains ont extrapolé la présence de deux mâts, voire trois pour Cartault. On ne sait quelle position l'éventuel second mât occupe à bord : vertical à l'avant du grand mât, incliné comme sur les trirèmes romaines ou encore remplaçant le mât principal dans son orifice lors des assauts, J. Taillardat penchant pour cette option. Pour Gille, les deux voiles ne sont pas employées en même temps, et un seul mât central suffit.
Quoi qu'il en soit, la petite voile et son mât sont délaissés à l'époque hellénistique puisqu'ils ne sont plus mentionnés dans les inventaires des arsenaux, conséquence peut-être du rôle secondaire joué par les trières au profit d'unités au tonnage plus important. Ils refont leur apparition sur les trirèmes romaines sur lesquelles ils seront placés à l'avant au-dessus de la proue.

### Les éléments de décoration
Les décorations de proue de navires de guerre, des ophthalmoi, sont mentionnés dans des inventaires de trières du IVe siècle,. Ces ornements en forme d'yeux se trouvent sur des vases archaïques et classiques. La plus ancienne représentation d’un ophthalmos sur la proue d'un bateau de guerre figure sur le cratère d’Aristonothos, trouvé à Cerveteri (Étrurie), vase daté du deuxième quart du VIIe siècle av. J.-C. et conservé à Rome, aux musées du Capitole.
Les ophthalmoi sont connus aussi par la découverte, à la fin du XIXe siècle, lors de fouilles d'anciens ateliers de construction navale athéniens à Zéa, d'environ une douzaine d'exemplaires en marbre provenant de navires de guerre grecs. Ces éléments, conservés au musée archéologique du Pirée, auraient été utilisés entre les Ve et IIIe siècles av. J.-C..

### Les performances
Ici aussi, les doutes subsistent : les historiens ignorent les moyens mis en œuvre pour mouvoir le navire lors des navigations. Pour atteindre les performances annoncées par Xénophon, un trajet de Byzance à Héraclée, soit plus de 200 km, en une longue journée, des historiens comme A. Cartault pensent que la voile est secondée par les rameurs, ces derniers ne pouvant physiquement soutenir seuls le rythme durant toute une journée et l'utilisation exclusive de la voile ne permettant pas d'atteindre cette vitesse.
D'après des estimations fondées sur l'affirmation de Xénophon, on obtient une vitesse de 10 nœuds en navigation, ce qui n'est matériellement pas possible si un seul des moyens de propulsion est mis en œuvre. Selon des calculs, on obtient effectivement un peu plus de 5 nœuds avec l'ensemble des matelots aux rames et environ 7 à 8 nœuds à la voile sous une jolie brise ou bonne brise (vent de 20 à 38 km/h).
Au cours des traversées, les forces des rameurs sont par ailleurs économisées :

« si la brise était favorable, il mettait les voiles et faisait reposer ses hommes ; s'il fallait user de la rame, il faisait reposer ses matelots à tour de rôle »

Pour les performances de la trière lors des combats, donc mues par la seule force des bras, on peut imaginer, au vu de la vitesse atteinte par l’Olympias dans les années 1980-1990, qu'elle doit dépasser les 10 nœuds au moment du sprint que représente l'éperonnage, la cadence des coups de rame augmentant lors de ces manœuvres.

## Équipage

### Le triérarque
Une trière athénienne est financée par un citoyen, pas obligatoirement un marin, membre de la classe des pentacosiomédimnes, et nommé « triérarque ». Il reçoit son navire de la cité et en est responsable devant elle, doit payer les éventuelles réparations et la solde de l'équipage quand la cité ne le peut pas. Il doit aussi le cas échéant faire face aux dépenses imprévues. Cette liturgie est donc la plus coûteuse qui soit, le triérarque jouissant en conséquence d'un prestige considérable dans la cité, auprès de ses concitoyens. Malgré cela, il semblerait que ce ne soit pas une charge enviée au vu des vers qu'Aristophane met dans la bouche d'Eschyle dans un passage des Grenouilles :

« Cela fait que pas un riche ne veut être triérarque,

mais s'enveloppe de haillons,

pleure et dit qu'il est pauvre. »

Après le Ve siècle av. J.-C., la triérarchie devient une charge financière trop pesante pour un homme et les triérarques commencent à se regrouper afin d'armer un navire.

### Composition de l'équipage
Durant la guerre du Péloponnèse, la trière athénienne emporte en son sein plusieurs classes bien distinctes de personnels. L'effectif et les appellations sont connus par de nombreux textes, le décret de Thémistocle et les inventaires gravés sur pierre découverts au Pirée, qui couvrent les années 377/376 à 323/322 av. J.-C. :
- un état-major dont le triérarque est à la tête, composé d'un capitaine (kybernétès), réel spécialiste des affaires maritimes à bord, secondé par un autre officier (proreus), trois maîtres d'équipage (deux toikharkhoi sous les ordres d'un kéleustès) et enfin d'un joueur d'aulos (trièraulès) pour marquer la cadence[71] ;
- les épibates (epibates, littéralement ceux qui vont dessus, sous-entendu sur le pont), 10 hoplites et 4 archers, destinés à combattre lors des abordages, des débarquements ou servant à la protection du dispositif au mouillage[54].
- 170 rameurs, répartis pour chaque bord en 31 thranites (thranitai), 27 zygites (zygioi) et 27 thalamites (thalamioi)[72] (174 rameurs selon Gille, qui compte 4 zygites en plus et omet les 4 archers)[73] ; le terme thranites pourrait venir du grec thranos, qui désigne une poutre longitudinale[74], tandis que zygite paraît dériver de zyga, pièce transversale déjà nommée par Homère pour les navires à un rang de rames[75].

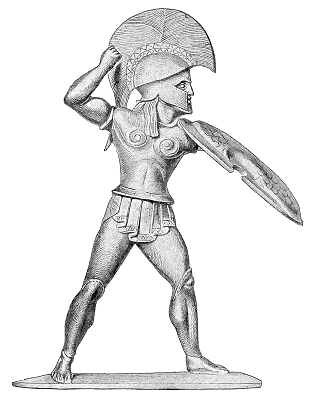
Hoplite

- 10 à 12 autres matelots servant aux manœuvres (gouvernail(s), voiles, manipulation du mât, etc.) et qui peuvent prêter main-forte lors des abordages[71] ;

Le total porte donc à environ 200 hommes l'ensemble de l'équipage pour la trière de cette période,, ce qui est considérable pour un navire. Pour armer une flotte de 200 trières, il faut donc 40 000 citoyens : on peut prendre la mesure face à ce chiffre du désastre que représente pour Athènes la bataille d'Aigos Potamos en 405 av. J.-C. avec la perte de 160 navires et surtout de quelque 3 000 hommes d'équipage, pris puis exécutés,.

### Les épibates
Cette infanterie de marine est ainsi plus nombreuse dans les premières années du Ve siècle av. J.-C. quand l'éperonnage ne s'est pas encore imposé comme tactique dans le combat naval, par exemple durant les guerres médiques en 494 av. J.-C. lors de la bataille de Ladé :

« Ils [les gens de Chios] avaient amené […] cent navires qui portaient chacun quarante citoyens, combattants d'élite. »

À quelques années de là, à Salamine, les nefs athéniennes portent 14 hoplites et 4 archers. À ces soldats peuvent aussi être adjoints des combattants porteurs de javelot, mais la règle générale plus tard, même si elle peut varier, est cependant de 10 épibates et adoptée par l'ensemble de la Grèce :

« Les Lacédémoniens et leurs alliés envoyèrent, le même été, une flotte de cent navires dans l'île de Zacynthe, en face de l'Élide […]. Il y avait à bord mille hoplites lacédémoniens et le Spartiate Cnémos, alors navarque. »

Issus comme les rameurs de la classe censitaire des citoyens les plus modestes, c'est-à-dire les thètes, les épibates n'ont pas à payer leur équipement de hoplite qui leur est fourni par la cité, au contraire des fantassins combattant sur la seule terre ferme.

### Les rameurs

#### Disposition

Vue en coupe d'une trière grecque

L'agencement de la force vive au sein de la trière a longtemps été sujette à discussions parmi des spécialistes, point qui semble néanmoins faire l'unanimité dès les années 1980.
Les rameurs travaillent dos à la marche, comme les rameurs modernes. Leur coussin est considéré essentiel, à la fois pour leur confort et l'efficacité de leurs mouvements d'inclinaison en avant puis de redressement vers l'arrière dans le maniement de la rame.
Au plus haut des trois niveaux prennent place sur des tabourets les thranites, assis à deux coudées (89 cm) l'un de l'autre. Afin que leurs rames n'interfèrent pas avec celles des niveaux inférieurs, ils sont installés dans un dispositif surélevé dépassant de la coque et largement ouvert au vent. Au rang intermédiaire et à l'intérieur de la coque sur les baux se situent les zygites, légèrement décalés par rapport à leurs voisins supérieurs afin de profiter au mieux de l'espace vertical et qui passent leurs avirons par un arrangement de la coque en claire-voie. Au niveau inférieur, dans la cale, les thalamites, eux aussi décalés pour les mêmes raisons, actionnent leurs rames au travers de sabords de nage, des ouvertures circulaires situées à environ 45 cm de la surface, dont l'étanchéité est assurée par des manchons de cuir gras (askômata) dans lesquels passent les rames.
Au Ve siècle av. J.-C. à Athènes, tant que la cité pouvait fournir la main-d'œuvre, c'est-à-dire jusqu'à la seconde phase de la guerre du Péloponnèse, les rameurs étaient tous des citoyens libres, éventuellement renforcés par des métèques et rémunérés par une solde équivalente à celle des troupes terrestres, soit une drachme par jour au moment de l'expédition de Sicile à laquelle s'ajoute, pour cette opération spécifique, une indemnité versée aux seuls thranites par les triérarques. Ce sont donc des hommes motivés et entraînés qui prennent place sur les bancs de nage pour protéger les intérêts de leur cité, ce qui explique les performances que peuvent atteindre ces navires en matière de vitesse, de maintien de la cadence, de manœuvrabilité et de promptitude dans l'exécution des ordres.

#### Condition à bord
Au vu de l'espacement longitudinal entre les hommes et de la hauteur hors de l'eau du bâtiment (un peu plus de 2 m), espace dans lequel doivent prendre place trois niveaux de rameurs sur leurs bancs, la trière est donc exiguë et particulièrement inconfortable pour une navigation qui peut durer « une longue journée », soit environ 16 heures. Dans sa pièce Les Grenouilles, Aristophane plaisante en figurant Dionysos au poste de rameur qui se plaint d'avoir des ampoules aux mains et mal aux fesses, puis lui fait dire : « Oui, par Apollon ! Puis péter au nez des thalamites, emmerder les camarades de gamelle […], ».
Une bonne ventilation est indispensable pour l'effort des rameurs, et le confinement est un problème constaté lors des expérimentations de la galère moderne Olympias : si les rangées supérieures et médianes des thranites et des zygites respirent à l'aise, l'aération des thalamites en fond de coque est à peine suffisante.
Vu de l'extérieur, le mouvement à l'unisson des rameurs est apprécié par Xénophon, qui admire les rameurs « ne se gênant pas les uns les autres, se courbant en ordre sur leurs rames, se redressant en ordre, s'embarquant et débarquant en ordre », dernière notation qui souligne la discipline nécessaire pour s'installer ou quitter les bancs de nage.
Quand la mer est grosse, en raison des deux rangs supérieurs exposés à tous les vents comme des sabords des thalamites disposés près de la surface, les embruns qui frappent les flancs du navire trempent les marins et pénètrent à l'intérieur où ils s'accumulent dans la sentine, le fond de la cale, ce qui alourdit l'embarcation. À l'époque classique, on attribue au général athénien Chabrias la découverte de la solution pour remédier à ces problèmes :

« Chabrias voulant mettre ses rameurs à couvert des flots, pavoisa de peaux les côtés de ses galères, à la hauteur du pont ou du tillac où les gens de guerre avaient coutume de se tenir. De cette manière il défendit ses vaisseaux de la fureur des flots, et préserva l'équipage d'être mouillé. Outre cela les rameurs ne voyant plus les vagues, à cause de cette espèce de rideau, ne furent plus sujets à se lever de peur, et firent la manœuvre plus sûrement. »

Employant ici un système mobile, les trières peuvent aussi être équipées de panneaux fixes et rigides offrant une meilleure protection contre les embruns et les traits ennemis. Celles bénéficiant de ce dispositif, utilisé au moins dès la guerre du Péloponnèse, sont appelées cataphractes, par opposition aux galères aphractes qui en sont dépourvues.

#### Impact social
Le rôle grandissant de la classe sociale des thètes, citoyens pauvres dont sont issus les rameurs et les épibates n'est pas sans provoquer des bouleversements politiques dans la cité, principalement à Athènes où ces hommes sont l'instrument essentiel de ses succès sur mer : investis d'un rôle militaire important, les thètes ont réclamé des droits politiques supplémentaires et vu leur rôle social croître dans la démocratie athénienne.

## Tactiques

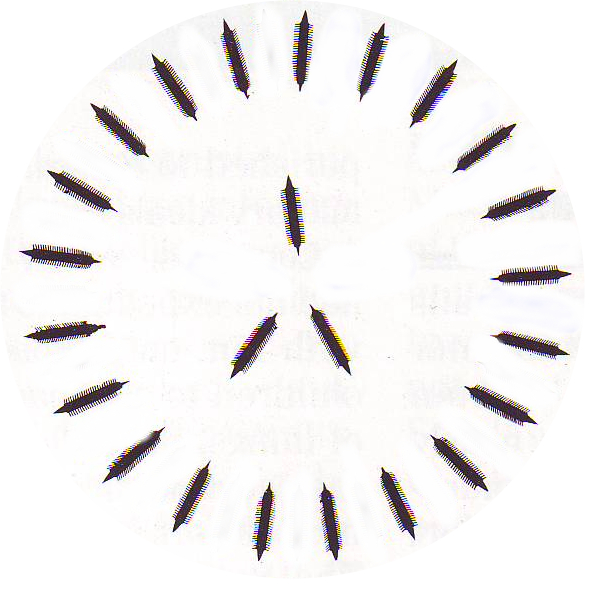
Tactique navale du Kyklos

Jusqu'au VIe siècle av. J.-C., à l'instar de ce qui se fait avec la phalange hoplitique à terre, le combat sur mer est mené en ligne, avec une manœuvre d'abordage suivie d'un combat d'infanterie embarquée se déroulant sur l'un ou l'autre des navires. Après 480 av. J.-C., grâce à la manœuvrabilité de la trière, la marine athénienne adopte l'utilisation du rostre, tandis que Corinthe et Corcyre tardent à l'employer. Exploitant au mieux les avantages procurés par cette embarcation, les Athéniens développent de nouvelles tactiques par le biais d'une disposition originale de la flotte rangée en colonnes ou bien d'une disposition en cercle ou demi-cercle appelé Kyklos (comme utilisé lors de la bataille de l'Artémision dans le cadre de la seconde guerre médique à l'été 480 av. J.-C). Tout au moins, Athènes devient maîtresse dans l'utilisation de ces tactiques mal exploitées jusque-là. 
Durant la préparation à un combat, le gréement est déposé à terre car inutile à la manœuvre effectuée grâce à la seule force des bras. La trière se transforme alors en un navire redoutable car sa légèreté et ses rameurs la rendent indépendante du vent et lui fournissent la vitesse et la manœuvrabilité nécessaire pour utiliser l'éperon en bronze situé à la proue.

### L'éperonnage
Ne dédaignant pas utiliser l'abordage quand l'occasion se présente afin de saisir le navire ennemi, l'éperonnage est cependant la base du combat des trières qui permet soit de couler, soit d'immobiliser l'adversaire en lui brisant ses rames sur un flanc. L'éperonnage du flanc d'un adversaire exige de la part du pilote une manœuvre finale précise pour éviter d'arracher l'éperon de son navire : l'attaquant vire au dernier moment pour suivre la course de sa cible et éviter un impact perpendiculaire. Mais cette manœuvre n'est pas sans dangers puisqu'un rostre, après avoir broyé le flanc de l'ennemi et si celui-ci coule rapidement, peut en restant accroché à la victime entraîner l'attaquant au fond. Il est donc essentiel pour ce dernier d'effectuer une rapide marche arrière afin de se dégager du péril, nécessitant pour cela une prompte réaction de l'équipage. Pour diminuer ce risque, un dispositif est développé afin d'éviter une pénétration trop profonde de l'éperon. Une manœuvre d'éperonnage subtile est pratiquée par les Rhodiens, qui consiste à faire piquer du nez leur navire pour frapper l'adversaire sous sa ligne de flottaison et causer des dommages fatals à ses œuvres vives,.
Contre les trières athéniennes, les Corinthiens à la bataille de Naupacte en 429 av. J.-C., puis les Syracusains en 413 av. J.-C. durant l’expédition de Sicile mettent en œuvre une tactique d’éperonnage plus simple que l'attaque de flanc, en choc frontal proue contre proue. Ils munissent l’avant de leurs navires de forts bossoirs (epotides) placés au-dessus de l’éperon et de chaque côté, donnant à la proue vue de face l’allure d’une figure à oreilles. Lors de rencontre frontale entre navires, les éperons glissent l’un contre l’autre, et un des epotides endommage la proue de la trière athénienne,.

### Lediekplous
Le diekplous (« navigation à travers ») consiste à percer la ligne adverse et attaquer ensuite par l'arrière. C'est la tactique maîtresse lors des combats.
L'interprétation exacte de la manœuvre, et notamment le fait de savoir si l'attaque est le fait de plusieurs navires naviguant en ligne à la queue-leu-leu, ou au contraire de navires agissant seuls, reste disputée,. Selon la première interprétation, les trières auraient été disposées en colonnes par petits escadrons (une flotte complète en file indienne serait trop étirée), et lancées au travers de la flotte ennemie rangée en ligne. Au moment de passer à côté d'un navire, les rames auraient été rapidement amenées à l'intérieur de la coque tandis que l'étrave aurait brisé celles de l'adversaire, dégâts auxquels viennent s'ajouter ceux subis par les matelots sur leurs bancs de nage. Une fois la ligne adverse ainsi immobilisée et dépassée, l'attaquant pouvait facilement effectuer sa manœuvre d'éperonnage. Les tenants de la seconde thèse pensent qu'une attaque  en file indienne aurait été techniquement difficile et dangereuse, le premier navire de la file risquant par exemple d'immobiliser les suivants en cas d'échec.
Cette tactique se révèle si efficace que trois siècles après sa mise au point, Polybe la considère encore la meilleure :

« Quant à effectuer des percées à travers la ligne ennemie pour revenir ensuite assaillir par-derrière les vaisseaux occupés maintenant à combattre d'autres adversaires — manœuvre particulièrement efficace dans les batailles navales — les Romains étaient incapables de le faire à cause de la lourdeur de leurs navires et de l'inexpérience de leurs marins. »

Cette tactique était déjà connue au moins des Phocéens à la fin du VIe siècle av. J.-C. mais peu pratiquée du fait d'un manque d'entraînement des matelots[réf. nécessaire].

### Leperiplous
Le periplous ou enveloppement vise à éperonner les ennemis sur le flanc ou l'arrière. C'est la manœuvre utilisée avec succès par les Athéniens dans l'épisode mentionné ci-dessous. La flotte est disposée en colonne et effectue des cercles qui se resserrent autour des unités ennemies : la peur, l'impossibilité de se servir correctement des rames si les navires sont trop proches l'un de l'autre, les caprices du vent ou des courants entraînent un désordre que met à profit l'attaquant. Une variante destinée à s'attaquer à une flotte déployée en ligne est d'effectuer un débordement par les ailes afin de prendre l'ennemi à revers, tactique similaire au but recherché lors d'un combat terrestre, mais qui requiert une flotte nombreuse.

### Lekuklos
Le kuklos est un cercle défensif, utilisé en cas d'infériorité numérique. Destiné à empêcher l'ennemi de créer une brèche dans le dispositif grâce à la protection procurée par les rostres tournés vers l'extérieur, cette tactique est aussi parfois utilisée en cas de désavantage technique, dû aussi bien au matériel qu'aux capacités de l'équipage. Mal employée, elle peut se révéler désastreuse comme cela l'a été pour les Péloponnésiens en 429 av. J.-C. au large de Patras, pourtant numériquement bien supérieurs aux Athéniens mais mal préparés, comme le rapporte Thucydide :

« Les Péloponnésiens formèrent leurs unités en un cercle, aussi grand qu'ils pouvaient le faire sans prêter aux percées, avec, dehors, la proue, et la poupe au-dedans ; les embarcations légères qui les accompagnaient trouvèrent place à l'intérieur, ainsi que cinq trières particulièrement aptes à manœuvrer ; elles étaient ainsi tout près pour surgir à l'appui des autres là où pourrait donner l'adversaire.
Cependant, les Athéniens, rangés sur une seule file, décrivaient autour d'eux des cercles et les enfermaient dans un espace réduit, en ne cessant de les longer au plus près et en suggérant l'impression d'une attaque imminente. […] Quand, cependant, vint le temps où le vent se mit à souffler, tandis que les navires, désormais enfermés sur un espace réduit, cédaient à la double action du vent et des embarcations légères, conjugués pour les mettre en désordre, qu'ils se heurtaient entre eux […] alors, saisissant ce moment précis, Phormion donna le signal. »

La suite n'est qu'une curée au milieu de la flotte désordonnée, incapable de combattre et qui tente de fuir.

### Le moral des équipages
La réussite de ces manœuvres dépend principalement de l'état du bateau, de la qualité et de la gestion des rameurs, ce qui permet d'aller plus vite que l'adversaire, mais aussi d'effectuer de brusques changements de direction et d'accélération pour éperonner et pour se dégager. On perçoit là toute la clairvoyance des stratèges athéniens qui ont su développer leur flotte, instrument de leur puissance, en n'employant à bord que des hommes libres rémunérés, gages de dévouement, discipline et motivation lors des combats. Ce n'est que dans la seconde partie de la guerre du Péloponnèse, lorsque Athènes ne parvient plus à soutenir l'effort de guerre et se voit contrainte à utiliser des étrangers, voire des prisonniers de guerre pour armer ses navires, que l'efficacité de sa flotte chute et ne peut plus faire face aux forces adverses.
L'épisode tragique de Sicile, quand Nicias fait porter en 414 av. J.-C. à Athènes un message de demande de secours, est révélateur de l'état dans lequel se trouve la flotte :

« Quant aux équipages, s'ils se sont désorganisés et se désorganisent encore à l'heure actuelle, en voici la raison : parmi les matelots, les uns en allant au bois, à la maraude, ou faire de l'eau à distance, sont victimes de la cavalerie ; les esclaves [des services annexes], depuis que nos forces s'équilibrent, passent à l'ennemi ; et, pour ce qui est des étrangers, les uns, qui avaient été embarqués de force, à peine arrivés, se dispersaient dans les villes ; d'autres s'étaient laissé griser au début par la forte paye et croyaient plutôt devoir faire des affaires que se battre : depuis que, contre leur attente, pour la marine aussi bien que pour le reste, il y a résistance de l'ennemi, ceux-là s'en vont, les uns sous des prétextes de désertion, les autres chacun comme il peut, la Sicile est grande ! D'aucuns même, pour être libres de faire du commerce, ont embarqué à leur place, en gagnant les triérarques, des prisonniers d'Hyccara, et faussé ainsi complètement l'organisme naval. »

Et un peu plus loin :

« rares [sont] les matelots qui, après avoir donné l'impulsion au navire, maintiennent la cadence des rames »

Ces passages illustrent la profonde désorganisation qui règne au sein des équipages athéniens durant ces dernières années du conflit, accrue par de graves problèmes techniques de maintien en condition des navires.

## Défauts de la trière
La trière n'est effectivement pas un navire solide et de ses qualités résultent aussi des défauts.

### Les défauts de la structure
Légère afin d'être rapide et agile, elle est en contrepartie fragile, surtout aux chocs latéraux, ce qui explique aussi la standardisation de la tactique d'éperonnage. Prompte à être construite, sa structure souffre lors d'un séjour prolongé en mer, qui provoque le travail du bois, déformant les bordages et a pour conséquence une perte d'étanchéité ; c'est un navire qui vieillit mal et qui pourrit au bout de quelques années ou est attaqué par les tarets. Pour pallier ce défaut, le bois employé pour construire les trières est du pin noir, léger et imputrescible, provenant de Macédoine ou de Thrace. Les rames et la fausse-quille sont taillées dans des sapins, la quille est faite d’une espèce de chêne. Le lin et le papyrus aquatique (pour les voiles et les cordages) viennent d'Égypte, la poix et les manchons de cuir (pour l'étanchéité des sabords de rames des thalamites) sont également des produits importés,. Le coût de fabrication est donc élevé, les matériaux utilisés étant rares et leur importation soumise à de multiples aléas.
Nicias, parti pour la Sicile avec des navires en parfaite condition, nous donne un aperçu de ces effets après un an de campagne dans son même message aux Athéniens :

« … dans nos navires depuis si longtemps à la mer, l'eau suinte, et nos équipages sont désorganisés. Les navires, il ne nous est pas possible de les haler à terre pour les éventer, par la raison que ceux de l'ennemi, égaux sinon supérieurs en nombre, nous donnent sans cesse à prévoir une sortie. »

Pour les raisons mentionnées plus haut, la trière doit donc souvent être tirée au sec afin de faire sécher le bois, opération facilitée par son fond pratiquement plat, mais qui fatigue prématurément la structure.

### La trière sur mer
Cependant, cette forme de la coque, alliée à la légèreté de l'embarcation, fait qu'elle tient mal la mer en cas de tempêtes. Or celles-ci sont fréquentes dans la mer Égée en août et septembre, ce qui explique les désastres que subissent des flottes entières prises dans la tourmente. Si le fond plat à faible tirant d'eau du navire favorise une rapide remise à l'horizontale de celui-ci par petite houle, le résultat est dramatique si la gîte devient importante car le mouvement de bascule ne peut plus être stoppé.
Quand les vents ne sont pas favorables, c'est aux hommes qu'il est fait appel pour atteindre la destination : selon les auteurs comme Auguste Cartault, la trière serait incapable de louvoyer en raison de la piètre efficacité de son gouvernail. Ses faiblesses maritimes font qu'elle n'est donc pas destinée à naviguer en haute mer ou de nuit et se limite généralement au cabotage. Ces thèses sur les faibles capacités des navires et des marins antiques, passées en idées reçues, sont combattues par Jean Rougé, et empiriquement réfutées par les expérimentations réalisées avec des navires reconstitués à l'identique. Les essais de l’Olympias ont notamment réfuté les préjugés sur l'inefficacité de la rame-gouvernail.

### Les limitations dues à l'exiguïté
Si la navigation de nuit ne semble pas poser problème, l'obligation de permettre à l'équipage de se restaurer et de récupérer ses forces justifie les pauses nocturnes à terre. Les dimensions et l'inconfort du bateau ne permettent pas à l'équipage d'y passer la nuit à bord ni d'emporter d'importantes provisions de nourriture et d'eau. Les grandes expéditions militaires doivent être préparées en s'assurant au préalable des possibilités de relâche dans un port ami chaque soir. La traversée de l'importante flotte athénienne lors de l'expédition de Sicile en 415 av. J.-C. illustre les mesures prises afin de garantir la sécurité et la sûreté durant ces entreprises :

« Ils en firent trois divisions qu'ils répartirent entre eux au sort. Ils voulaient par là qu'au cours de la traversée, on ne manquât pas d'eau, de rades, de tout le nécessaire dans les escales. […] Après cela, ils dépêchèrent devant eux jusqu'en Italie et en Sicile trois navires, qui devaient s'informer des cités disposées à les accueillir : ordre avait été donné à ces navires de revenir les joindre pour que l'on n'abordât qu'à bon escient. »

## Reconstructions modernes

### Conceptions erronées jusqu'auXIXesiècle
Les auteurs antiques n'ayant pas laissé de description précise de la trière, on n'a encore aujourd'hui aucune certitude quant à la forme exacte de ce navire. Les dernières découvertes permettent cependant de rejeter certains modèles proposés par le passé.

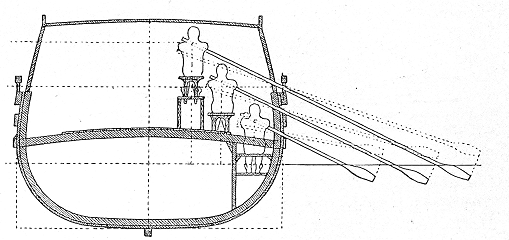
Coupe erronée d'une trière

Dans l'exemple ci-contre datant de 1883, on peut noter plusieurs erreurs résultant d'une mauvaise interprétation des textes ou d'une étude trop peu approfondie de l'iconographie disponible (ou non encore découverte à l'époque) :
- Assise des rameurs. Seuls les thranites sont installés sur des tabourets (thranos), les deux autres rangs prenant place sur des baux ;
- Rameurs les plus haut placés le plus à l'intérieur, ce qui oblige à utiliser des rames de longueurs différentes comme montré sur la figure ; Barras de la Penne précise que cet agencement n'est pas viable pour maintenir une même cadence entre les rangs[47] ;
- Les parexereisiai des thranites sont disposés le long de la coque, au lieu de dépasser de part et d'autre du bordage pour supporter les rames du rang supérieur[47] ;
- Pont supérieur complètement fermé. Les ordres ne peuvent être transmis efficacement. Pour cela, le pont médian de circulation, sans toit, est au niveau de l'assise des zygites.

### L’Olympias

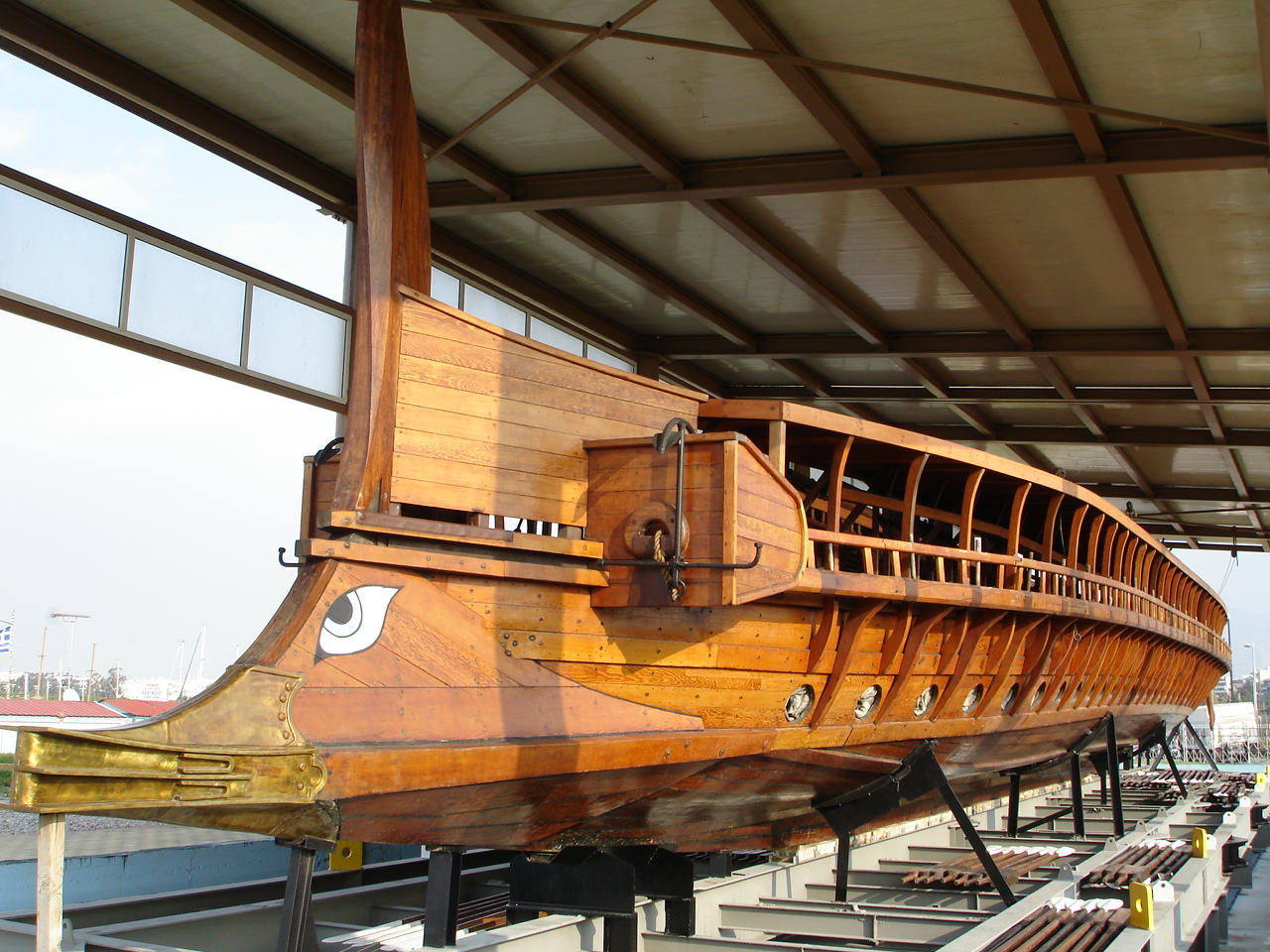
La réplique de la trière Olympias en cale sèche.

En 1985, une association se crée pour reconstruire une trière athénienne, financée par le banquier britannique Frank Welsh. Sous la direction de deux historiens, J. S. Morrison et John F. Coates, qui utilisent les résultats des fouilles archéologiques, une galère nommée l’Olympias est lancée au chantier naval du Pirée.
En 1988, les premiers essais sont menés avec 170 rameurs volontaires : l’Olympias parvient à atteindre neuf nœuds, mais seulement sur quelques dizaines de mètres. D'autres essais sont menés jusqu'en 1994. Les résultats des essais confirment la pertinence de la disposition avec trois avirons mus chacun par un rameur, le manque d'expérience de l'équipage et sa plus grande taille moyenne (environ 20 cm) que celle des rameurs de l'époque empêchant cependant de reproduire les performances de leurs navires. En 2004, l’Olympias transporte la flamme olympique lors de la cérémonie d'ouverture des Jeux olympiques d'été.
Les essais de l’Olympias prouvent l'efficacité et la facilité d'usage de la rame-gouvernail pour effectuer les manœuvres. Sur des parcours de longues distances, l'usage des rames a été un appoint réel par vent arrière léger ou oblique. Par debout avec des rafales à 25 nœuds et des creux d'un mètre, l’Olympias parvient à avancer à 3 nœuds pendant 70 min. Les performances des rameurs soulignent les risques de déshydratation, à moins d'un apport pour chacun d'un litre d'eau par heure. En revanche, la nécessité d'uriner pendant la nage se révèle minime.
J. S. Morrison exploite le retour d'expérience procuré par l’Olympias pour apporter de substantielles modifications à son ouvrage, et y inclure un chapitre rédigé par Boris Rankov rendant compte des essais de l’Olympias.

#### Sources antiques
- Aristophane, Les Grenouilles [détail des éditions] [lire en ligne], Ve siècle av. J.-C.
- Hérodote, Histoires [détail des éditions] [lire en ligne], Ve siècle av. J.-C.
- Plutarque, Vies parallèles [détail des éditions] [lire en ligne], Ier siècle
- Polybe, Histoires [détail des éditions] [lire en ligne], IIe siècle av. J.-C.
- Polyen, Stratagèmes, [lire en ligne], IIe siècle
- Thucydide, La Guerre du Péloponnèse [détail des éditions] [lire en ligne], Ve siècle av. J.-C.
- Xénophon, Anabase [détail des éditions] [lire en ligne], Helléniques [lire en ligne], IVe siècle av. J.-C.
- Zozime, Histoire romaine, Ve siècle
- Des Caractères. Texte établi et traduit par O. Navarre. Paris, Les Belles Lettres, 1921, rééd. 1964, 166 p. Texte en ligne
- Les Caractères (trad. du grec ancien par Nicolas Waquet, préf. Nicolas Waquet), Paris, Payot & Rivages, coll. « La Petite Bibliothèque », 2010, 112 p. (ISBN 978-2-7436-2138-4)

#### Ouvrages duXIXesiècle
- La Bibliothèque historique et militaire, tome 3, 1842, publiée par Ch. Liskenne et Sauvan extrait en ligne.
- Auguste-Georges-Charles Cartault, La Trière athénienne. Étude d'archéologie navale, Paris/Paris, E. Thorin, coll. « Les Introuvables », 2001 (1re éd. 1881), 334 p. (ISBN 2-84575-025-0)

#### Ouvrages duXXesiècle
- Lionel Casson, Les Marins de l’Antiquité : explorateurs et combattants sur la Méditerranée d’autrefois, Paris, 1961
- Eric Rieth (dir.), Concevoir et construire les navires : de la trière au picoteux, Erès, 1998 (ISBN 2-86586-600-9)
- (en) Vincent Gabrielsen, Financing the Ancient Fleet : Public Taxation and Social Relations, Baltimore-London, The Johns Hopkins University Press, 2010 (1re éd. 1994), 328 p. (ISBN 978-0-8018-9815-0 et 0-8018-9815-3)
- Pierre Ducrey, Guerre et guerriers dans la Grèce antique, Paris, Hachette Littératures, coll. « Pluriel », 2009 (1re éd. 1999) (ISBN 2012789862)

- Alain Guillerm, La marine de guerre antique, Paris, SPM, 1993, 160 p. (ISBN 2-901952-09-7)
- Jean Taillardat, « La Trière athénienne et la guerre sur mer aux Ve et IVe siècles 1968 », dans Jean-Pierre Vernant, Problèmes de la guerre en Grèce ancienne, Seuil, coll. « Points », 1999 (1re éd. 1968) (ISBN 2020386208)
- (en) Nic Fields, Ancient Greek warship, 500-322 BC, Osprey (Oxford), 2007, 48 p. (ISBN 978-1-84603-074-1 et 1-84603-074-9)
- (en) John Sinclair Morrison et R. T. Williams, Greek Oared Ships : 900-322 BC, Cambridge University Press, 1968 (ISBN 0-521-05770-1)
- (en) Fik Meijer, A History of Seafaring in the Classical World, Palgrave Macmillan, 1986, 248 p. (ISBN 0-312-00075-8)
- (en) John Sinclair Morrison, John F. Coates et Boris Rankov, The Athenian trireme : the history and reconstruction of an ancient Greek warship, Cambridge, Cambridge University Press, 2000, 2e éd. (1re éd. 1986), 348 p. (ISBN 0-521-31100-4)
- Jean Pagès, Recherches sur la guerre navale dans l'Antiquité, Paris, Économica, 2000, 146 p. (ISBN 2-7178-4136-9)

#### Articles
- Collectif, Marine antique : bateaux de guerre du triacontore à la trière, le rostre, ports militaires, Dijon, Fanton, coll. « Les dossiers d'archéologie » (no 183), juin 1993
  - John Sinclair Morrison, « Olympias, une trière athénienne », dans Marine antique : bateaux de guerre du triacontore à la trière, le rostre, ports militaires, 1993, p. 16-22
  - John Coates, « Les essais de l'Olympias », dans Marine antique : bateaux de guerre du triacontore à la trière, le rostre, ports militaires, 1993, p. 23
  - David Blackman, « Les cales à bateaux », dans Marine antique : bateaux de guerre du triacontore à la trière, le rostre, ports militaires, 1993, p. 32-41
  - Michel Reddé, « Les Romains à la conquête des mers », dans Marine antique : bateaux de guerre du triacontore à la trière, le rostre, ports militaires, 1993, p. 76-82
- (en) John F. Coates, « The trireme sails again », Scientific American, no 261(4),‎ avril 1989, p. 68–75
- (en) Carol Dougherty, « The Aristonothos Krater : Competing Stories of Conflict and Collaboration », dans C. Dougherty, Leslie Kurke (dir.), The Cultures Within Ancient Greek Culture : Contact, Conflict, Collaboration, Cambridge, Cambridge University Press, 2003 (ISBN 0-521-81566-5, présentation en ligne), p. 35 sv..
- (en) Vernon Foley et Werner Soedel, « Ancient Oared Warships », Scientific American, no 244(4),‎ avril 1981, p. 116–129
- Paul-François Foucart, « Inventaire de la marine athénienne », Bulletin de correspondance hellénique, vol. 7,‎ 1883, p. 148-152 (lire en ligne)
- Paul Gille, « Les Navires à rames de l'Antiquité, trières grecques et liburnes romaines », Journal des savants, no 1,‎ 1965, p. 36-72 (lire en ligne)
- (en) John Sinclair Morrison, « Greek Naval Tactics in the 5th Century BC », International Journal of Nautical Archaeology and Underwater Exploration, no 3(1),‎ 1974, p. 21-26.
- Michel Reddé, « Galères à quatre, cinq, six rangs de rames dans l'Antiquité », Mélanges de l'Ecole française de Rome. Antiquité, vol. 92, no 2,‎ 1980, p. 1025-1037 (lire en ligne)
- Eric Tréguier, « Trière rime toujours avec mystère », Guerre et Histoire, no hors série n°1,‎ juillet 2016, p. 8-12 (ISSN 2115-967X).